# Кунони (Кунео)
Кунони је насеље у Италији у округу Кунео, региону Пијемонт.
Према процени из 2011. у насељу је живело 125 становника. Насеље се налази на надморској висини од 281 м.